# I MISS U
《I MISS U》(태국어: รักฉันอย่าคิดถึงฉัน)는 태국의 연애·공포 영화로, 2012년 5월 31일에 태국에서 개봉하였다. 영화의 줄거리는 두 연인이 결혼 준비를 하였으나, 여인이 교통사고로 죽음에 이르게 된다는 내용이다.
이 영화는 또한 3가지의 결말 장면으로 구성되어 있다.

## 출연
- 쩨사다뽄 폴디: 타나 역[2]
- 아삔야 사꿀짜른숙: 비 역[3]
- 낫타윈눗 통미: 녹 역[2]
- 인티라 짜린뿌라: 트리 역[4]

## 평가
《I MISS U》는 처음에 태국 및 개봉 준비 중이던 중화민국, 인도네시아, 싱가포르, 말레이시아, 필리핀에서 호평을 받았다.